# Saison 1967-1968 de la WHL
Saison précédente Saison suivante
La saison 1967-1968 est la seizième saison de la Western Hockey League. Cinq équipes jouent 72 matchs de saison régulière à l'issue de laquelle les Totems de Seattle sont sacrés champions de la Coupe du président.

## Saison régulière

### Classement
| Clt   | Équipe                 | PJ | V  | D  | N | BP  | BC  | Pts |
| ----- | ---------------------- | -- | -- | -- | - | --- | --- | --- |
| +001, | Buckaroos de Portland  | 72 | 40 | 26 | 6 | 246 | 168 | 86  |
| +002, | Totems de Seattle      | 72 | 35 | 30 | 7 | 207 | 199 | 77  |
| +003, | Gulls de San Diego     | 72 | 31 | 36 | 5 | 241 | 236 | 67  |
| +004, | Roadrunners de Phoenix | 72 | 28 | 40 | 4 | 215 | 276 | 60  |
| +005, | Canucks de Vancouver   | 72 | 26 | 41 | 5 | 213 | 258 | 57  |

- En gras : champion de la saison régulière
- En italique : qualifié pour les séries éliminatoires

### Meilleurs pointeurs
| Clt | Joueur          | Équipe    | PJ | B  | A  | Pts |
| --- | --------------- | --------- | -- | -- | -- | --- |
| 1   | Art Jones       | Portland  | 70 | 34 | 53 | 87  |
| 2   | Leonard Ronson  | San Diego | 72 | 45 | 35 | 80  |
| 3   | Guyle Fielder   | Seattle   | 70 | 15 | 55 | 70  |
| 4   | Fred Hilts      | San Diego | 64 | 35 | 33 | 68  |
| 5   | Del Topoll      | Phoenix   | 72 | 26 | 42 | 68  |
| 6   | Phil Maloney    | Vancouver | 72 | 22 | 46 | 68  |
| 7   | Alex Faulkner   | San Diego | 71 | 26 | 41 | 67  |
| 8   | Bill Saunders   | Portland  | 72 | 38 | 26 | 64  |
| 9   | Norm Johnson    | Portland  | 72 | 23 | 40 | 63  |
| 10  | Gordon Vejprava | Vancouver | 70 | 26 | 36 | 62  |

## Séries éliminatoires
Les quatre premières équipes de la saison régulière sont qualifiées pour les séries : le premier rencontre le troisième, le deuxième rencontre le quatrième et les vainqueurs jouent la finale. Toutes les séries sont jouées au meilleur des 7 matchs.
|  | Demi-finales | Demi-finales           | Demi-finales | Demi-finales      |   |                       | Finale | Finale | Finale | Finale |
|  |              |                        |              |                   |   |                       |        |        |        |        |
|  |              |                        |              |                   |   |                       |        |        |        |        |
|  | 1            | Buckaroos de Portland  | 4            | 4                 |   |                       |        |        |        |        |
|  | 1            | Buckaroos de Portland  | 4            | 4                 |   |                       |        |        |        |        |
|  | 3            | Gulls de San Diego     | 3            | 3                 |   |                       |        |        |        |        |
|  | 3            | Gulls de San Diego     | 3            | 3                 | 3 | Buckaroos de Portland | 1      | 1      |        |        |
|  |              |                        |              |                   | 3 | Buckaroos de Portland | 1      | 1      |        |        |
|  |              |                        | 2            | Totems de Seattle | 4 | 4                     |        |        |        |        |
|  | 2            | Totems de Seattle      | 2            | Totems de Seattle | 4 | 4                     | 4      | 4      |        |        |
|  | 2            | Totems de Seattle      |              |                   |   |                       |        | 4      |        |        |
|  | 4            | Roadrunners de Phoenix | 0            | 0                 |   |                       |        |        |        |        |
|  | 4            | Roadrunners de Phoenix | 0            | 0                 |   |                       |        |        |        |        |

## Récompenses

### Trophée collectif
| Coupe Lester Patrick : Vainqueurs des séries | Totems de Seattle |

### Trophées individuels
| Outstanding Goalkeeper Award : Meilleur gardien | Marv Edwards, Buckaroos de Portland      |
| Leading Scorer Award : Meilleur pointeur        | Art Jones, Buckaroos de Portland         |
| George Leader Cup : Meilleur joueur             | Art Jones, Buckaroos de Portland         |
| Rookie Award : Meilleure recrue                 | Walter McKechnie, Roadrunners de Phoenix |
| Fred J. Hume Cup : Joueur le plus gentilhomme   | Phil Maloney, Canucks de Vancouver       |